# フォームファクタ
フォームファクタ（英: form factor）とは、コンピュータの主要システム部品について物理的な寸法やレイアウトを規格化したものである。

## 概要
特にPC/AT互換機では、フォームファクタに準拠することでベンダー間や世代間で部品交換可能であることを保証している。業務用のコンピュータでは、サーバモジュールが既存のラックマウントシステムにぴったり収まることを保証している。

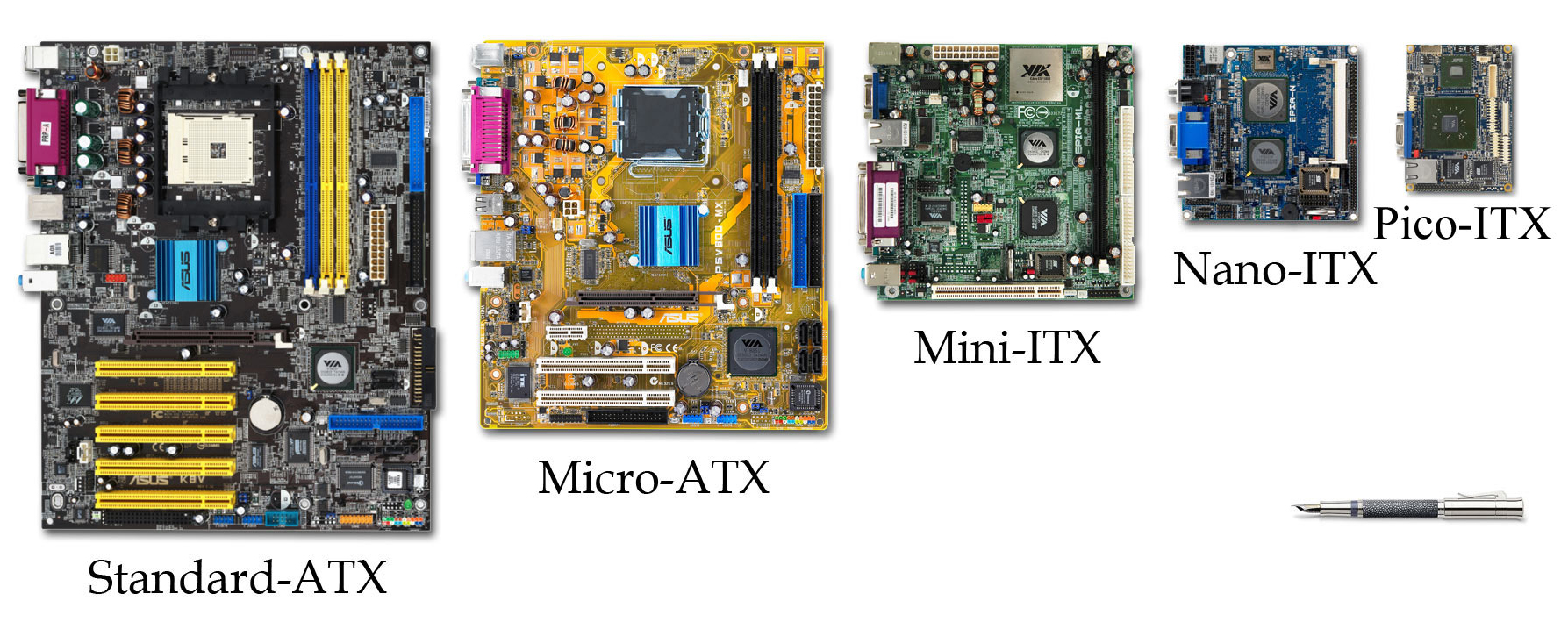
主なマザーボード・フォームファクタの比較写真

フォームファクタの中でも、最も重要で古くから使われてきたものとしてマザーボードの形状規格がありケースの大きさを左右する。マザーボードは、より小さいフォームファクタ（スモールフォームファクタ）のものが開発され実装されてきたが、さらなる縮小には、電源回路の技術革新が必要である。新世代の部品が開発されると共に、マザーボードの新規格も生まれてきた。例えば、AGPの登場や PCI Express の登場である。しかし、マザーボードの寸法やレイアウトの規格の変化はもっとゆっくりしており、それ自体の標準によって制御されている。マザーボードに搭載されるべき部品群の変化は部品自体の変化よりずっと遅い。例えばノースブリッジコントローラは、多くの製造業者がそれぞれ独自のものを開発し、登場以来何度も変化してきたが、ノースブリッジの要求仕様は長年に渡ってほとんど変化しなかった。
ゆっくりとしたプロセスではあるが、フォームファクタは需要の変化に応じて定期的に進化してきた。最初のPCの規格 (AT) は、1995年に登場した業界規格 ATX に置き換えられた。ATXは、21世紀に入ってからも多くのPCのマザーボードの設計や寸法に影響を与えている。ATX規格は最近では2007年に改訂されている。チップセット業者VIAによる派生規格 EPIA（ITXとも。EPICとは異なる）は、より小さなフォームファクタと独自の規格に基づいている。個々のフォームファクタの違いは、意図している市場の違いによるところが大きい。大きさ、設計上の妥協点、必要な典型的機能などが関係している。近年のコンピュータの多くは要求されるものがよく似ているため、ターゲットとするものがそのサブセットなのかスーパーセットなのかという点でフォームファクタが違ってくる。例えば、デスクトップ型では柔軟性を高めるために各種入出力端子や拡張スロットを必要とするが、マルチメディアシステム用のコンピュータでは発熱量と大きさの最適化が重視され、拡張カードを挿入できないことが多い。マザーボードをなるべく小さくしようとする場合、CPUを特定ベンダーの特定チップに限定して、柔軟性を犠牲にすることがある。

## 比較

### 表
| フォームファクタ                   | 起源                 | 起源   | 最大寸法                | 最大寸法                  | 備考（主な用途、市場など） |
| フォームファクタ                   | 策定者               | 年     | 縦                      | 横                        | 備考（主な用途、市場など） |
| ---------------------------------- | -------------------- | ------ | ----------------------- | ------------------------- | --- |
| XT                                 | IBM                  | 1983年 | 216 mm (8.5 in)         | 279 mm (11.0 in)          | 既に使われていない。Industry Standard Architecture を参照。IBM Personal Computer XT は最初の IBM PC の後継機種であり、同社初のホームコンピュータである。仕様が公開されていたため、多くの互換マザーボードが作られ、デファクトスタンダードとなった。 |
| AT (Advanced Technology)           | IBM                  | 1984年 | 305 mm (12.0 in)        | 279–330 mm (11.0–13.0 in) | 既に使われていない。Industry Standard Architecture を参照。IBMが IBM Personal Computer/AT 向けに作ったもので、Intel 80286 を搭載。Full AT とも呼ばれ、Intel 80386 の時代もよく使われていた。後継規格はATX                                          |
| Baby-AT                            | IBM                  | 1985年 | 216 mm (8.5 in)         | 254–330 mm (10.0–13.0 in) | IBM がATマザーボードの後継として1985年に投入。ATと機能的には同等だが、小さいため人気となった。 |
| ATX                                | インテル             | 1996年 | 305 mm (12.0 in)        | 244 mm (9.6 in)           | インテルが1995年に投入。2017年現在、小売りされているマザーボードとしては最も人気がある。ベンダーによっては 10 × 12 in という大きさのものを販売している。                                                                                           |
| SSI CEB                            | SSI                  | 不明   | 305 mm (12.0 in)        | 267 mm (10.5 in)          | Server System Infrastructure (SSI) フォーラムが策定。EEBとATXの仕様から派生した。そのため、SSI CEB マザーボードには ATX と同じ位置に固定用のネジ穴とI/Oコネクタがある。                                                                            |
| SSI EEB                            | SSI                  | 不明   | 305 mm (12.0 in)        | 330 mm (13 in)            | SSIフォーラムが策定 |
| SSI MEB                            | SSI                  | 不明   | 411 mm (16.2 in)        | 330 mm (13 in)            | SSIフォーラムが策定 |
| Micro-ATX                          | 不明                 | 1996年 | 244 mm (9.6 in)         | 244 mm (9.6 in)           | ATXを約25%縮小したフォームファクタ。ほとんどのATX用筐体が使えるが、ATXよりも拡張スロットが少なく、電源回路も小さいもので済む。デスクトップ型や省スペースパソコンでよく使われている（2017年現在）。                                                 |
| Mini-ATX                           | AOpen                | 2005年 | 150 mm (5.9 in)         | 150 mm (5.9 in)           | ｍicroATX よりも若干小さい。 MoDT (Mobile on Desktop Technology) 向けに設計されており、消費電力が低く発熱量の小さいモバイル用CPUを使用するため、用途が広い。                                                                                       |
| FlexATX                            | インテル             | 1999年 | 228.6 mm (9.00 in)      | 190.5 mm (7.50 in)        | microATXのサブセット。より柔軟なマザーボード設計が可能で、部品配置や形状が自由である。通常のmicroATXより小さくすることが可能。 |
| Mini-ITX                           | VIA                  | 2001年 | 170 mm (6.7 in)         | 170 mm (6.7 in)           | 小さく高密度な実装を意図したフォームファクタで、シンクライアントやセットトップボックスなどの小型デバイス向けである。 |
| Nano-ITX                           | VIA                  | 2003年 | 120 mm (4.7 in)         | 120 mm (4.7 in)           | ハードディスク・レコーダー、セットトップボックス、ホームシアターPC、車載PC、その他の小型デバイス向けである。 |
| Pico-ITX                           | VIA                  | 2007年 | 100 mm (3.9 in)         | 72 mm (2.8 in)            | |
| Mobile-ITX                         | VIA                  | 2007年 | 75 mm (3.0 in)          | 45 mm (1.8 in)            | |
| BTX (Balanced Technology Extended) | インテル             | 2004年 | 325 mm (12.8 in)        | 267 mm (10.5 in)          | インテルがATXの後継として提唱。インテルによれば、より冷却効果の高いレイアウトになっているという。プロセッサは冷却ファンに近い位置に配置されている。                                                                                                |
| MicroBTX (uBTX)                    | インテル             | 2004年 | 264 mm (10.4 in)        | 267 mm (10.5 in)          | |
| PicoBTX                            | インテル             | 2004年 | 203 mm (8.0 in)         | 267 mm (10.5 in)          | |
| DTX                                | AMD                  | 2007年 | 200 mm (7.9 in)         | 244 mm (9.6 in)           | |
| Mini-DTX                           | AMD                  | 2007年 | 200 mm (7.9 in)         | 170 mm (6.7 in)           | |
| smartModule                        | Digital-Logic        | 不明   | 66 mm (2.6 in)          | 85 mm (3.3 in)            | 組み込みシステムとワンボードマイコン向け。ベースボードが必要。 |
| ETX                                | Kontron              | 不明   | 95 mm (3.7 in)          | 114 mm (4.5 in)           | 組み込みシステムとワンボードマイコン向け。ベースボードが必要。 |
| COM Express Basic                  | PICMG                | 不明   | 95 mm (3.7 in)          | 125 mm (4.9 in)           | 組み込みシステムとワンボードマイコン向け。ベースボードが必要。 |
| COM Express Compact                | PICMG                | 不明   | 95 mm (3.7 in)          | 95 mm (3.7 in)            | 組み込みシステムとワンボードマイコン向け。ベースボードが必要。 |
| nanoETXexpress                     | Kontron              | 不明   | 55 mm (2.2 in)          | 84 mm (3.3 in)            | 組み込みシステムとワンボードマイコン向け。ベースボードが必要。 |
| CoreExpress                        | SFF-SIG              | 不明   | 58 mm (2.3 in)          | 65 mm (2.6 in)            | 組み込みシステムとワンボードマイコン向け。ベースボードが必要。 |
| Extended ATX (EATX)                | 不明                 | 不明   | 300 mm (12 in)          | 330 mm (13 in)            | ラックマウント型サーバシステム向け。通常のATXでは回路規模が大きすぎるデュアルプロセッサのサーバ用マザーボードとしての用途が一般的。ネジ穴の配置は上の方がATXと同じになっている。                                                                   |
| Low Profile eXtension              | 不明                 | 不明   | 229 mm (9.0 in)         | 279 mm (11.0 in)          | ウェスタン・デジタルの設計に基づいており、ライザーカード上に拡張スロットを設けることでATよりもケースを小さくできる。 薄型のPCで使われた。正式に標準化されたことはないが、多くのOEMで使われた。                                                     |
| Mini-LPX                           | 不明                 | 不明   | 203–229 mm (8.0–9.0 in) | 254–279 mm (10.0–11.0 in) | 薄型のPCで使われた。 |
| PC/104™                            | PC/104コンソーシアム | 1992年 | 97 mm (3.8 in)          | 91 mm (3.6 in)            | 組み込みシステム向け。ISAバスを採用しており、コネクタ部分が振動に強い。 |
| PC/104-Plus™                       | PC/104コンソーシアム | 1997年 | 97 mm (3.8 in)          | 91 mm (3.6 in)            | 組み込みシステム向け。PCIバスを採用しており、コネクタ部分が振動に強い。 |
| PCI/104-Express™                   | PC/104コンソーシアム | 2008年 | 97 mm (3.8 in)          | 91 mm (3.6 in)            | 組み込みシステム向け。 PCI Express バスを採用しており、コネクタ部分が振動に強い。 |
| PCIe/104™                          | PC/104コンソーシアム | 2008年 | 97 mm (3.8 in)          | 91 mm (3.6 in)            | 組み込みシステム向け。 PCI/104-Express から本来のPCIバスを除いたもの。 |
| NLX                                | インテル             | 1999年 | 203–229 mm (8.0–9.0 in) | 254–345 mm (10.0–13.6 in) | 薄型設計向けで、ライザーカードに拡張スロットを設ける設計だが、広く採用されることなく廃れた。 |
| UTX                                | TQ-Components        | 2001年 | 88 mm (3.5 in)          | 108 mm (4.3 in)           | 組み込みシステムと産業用パソコン向け。ベースボードが必要。 |
| WTX                                | インテル             | 1998年 | 355.6 mm (14.00 in)     | 425.4 mm (16.75 in)       | CPUやハードディスクドライブを複数搭載するような大型サーバやハイエンドのワークステーション向け。 |
| SWTX                               | Supermicro           | 不明   | 418 mm (16.5 in)        | 330 mm (13 in)            | 複数CPUを搭載したサーバやハイエンド・ワークステーション向けの独自設計。 |
| HPTX                               | EVGA                 | 2008年 | 345.44 mm (13.600 in)   | 381 mm (15.0 in)          | デュアルCPU（Intel Xeon 55xx 及び 56xx）、4ウェイ nVIDIA SLI または ATi Crossfire、最大8台の3.5インチHDD、48GBまでのRAMをサポート。拡張スロットは少なくとも9つで、それに見合った筐体が必要。                                                       |
| XTX                                | 不明                 | 2005年 | 95 mm (3.7 in)          | 114 mm (4.5 in)           | 組み込みシステム向け。ベースボードが必要。 |
| NUC                                | インテル             | 2012年 | 101.6 mm (4.00 in)      | 101.6 mm (4.00 in)        | 小型デスクトップPC向け |

### PCI/AGP/PCI-e スロット数の上限
ATX用ケースに互換性のあるもの:
| フォームファクタ | スロット数 |
| ---------------- | ---------- |
| HPTX             | 9          |
| ATX              | 7          |
| MicroATX         | 4          |
| FlexATX          | 3          |
| DTX              | 2          |
| Mini-DTX/DTX     | 2          |
| Mini-ITX         | 1          |

## 各種フォームファクターの実例写真

各種フォームファクタ
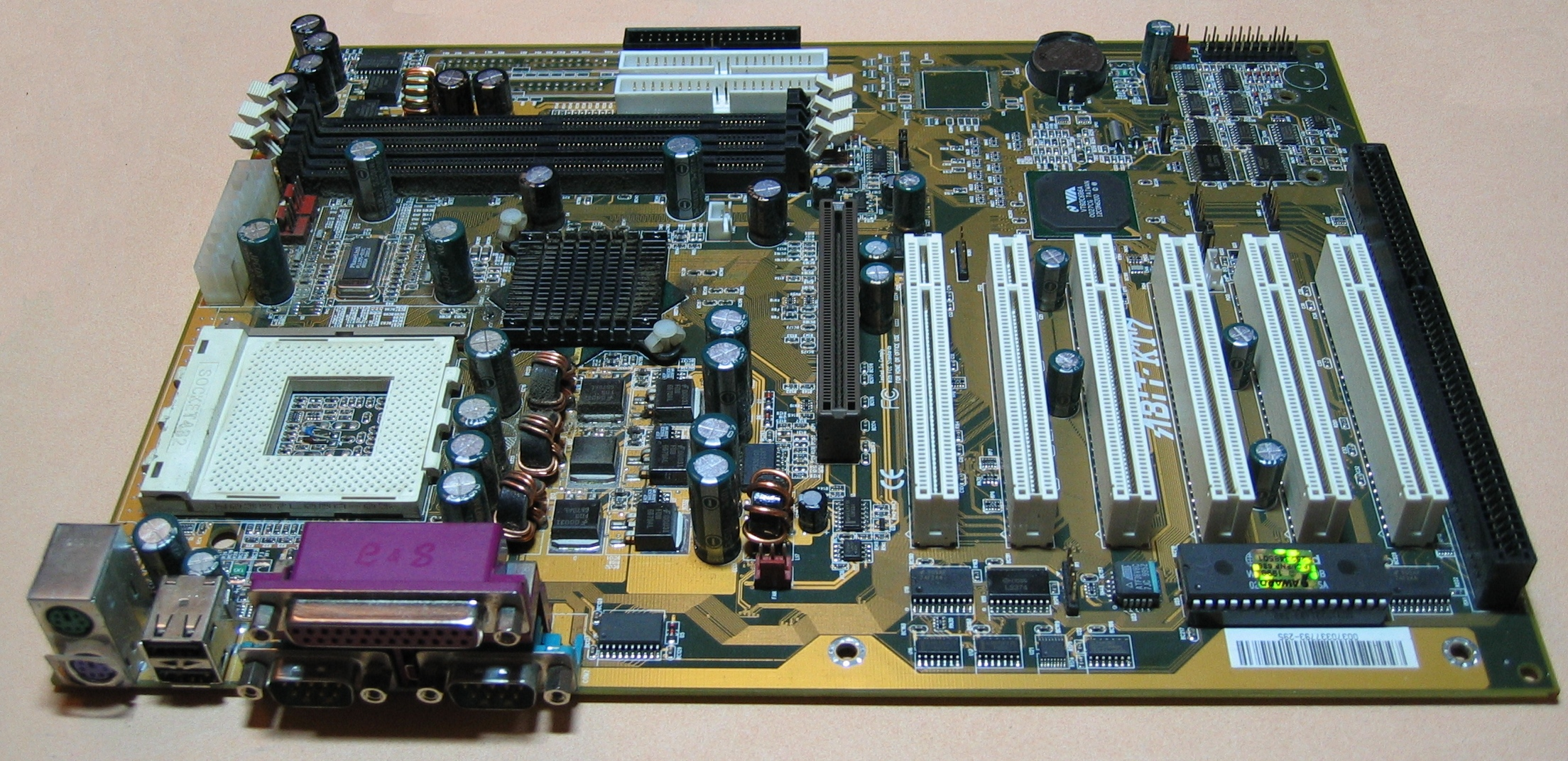
ATX (Abit KT7)
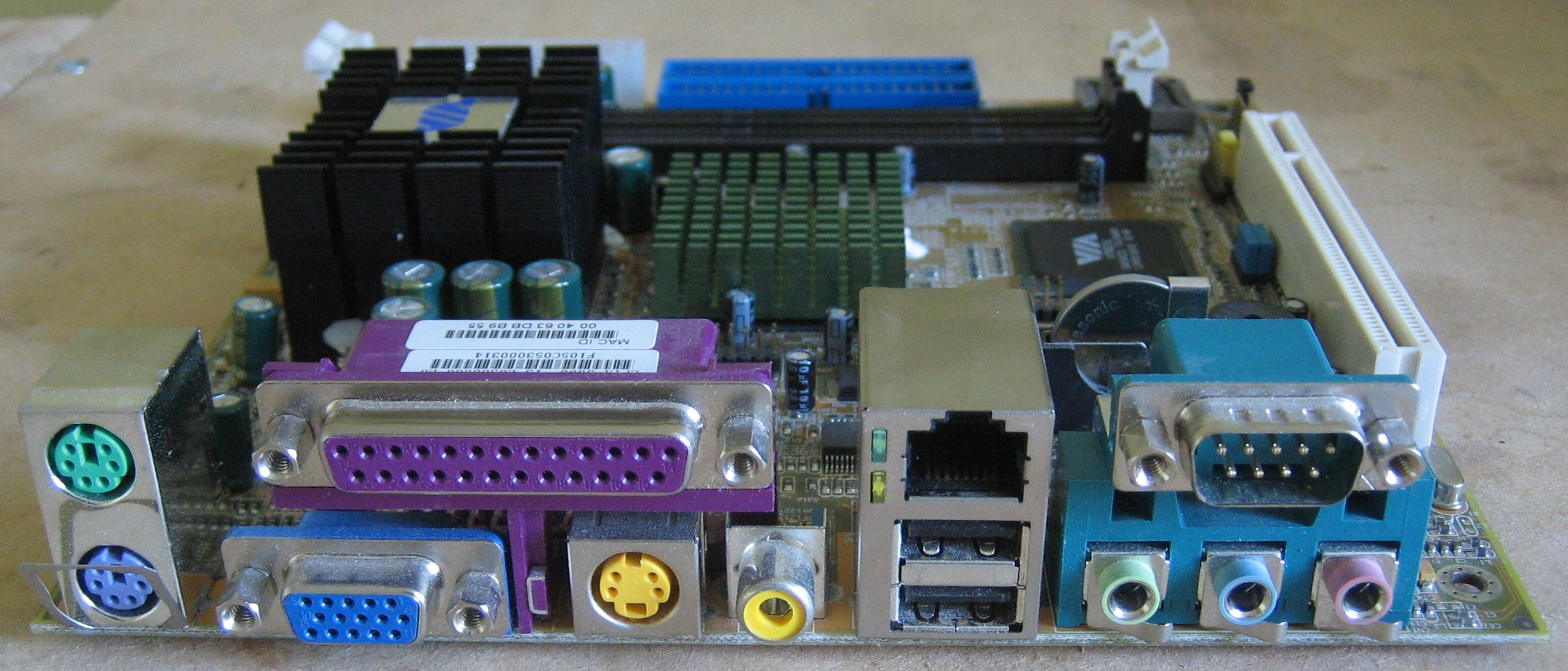
mini-ITX (VIA EPIA 5000AG)
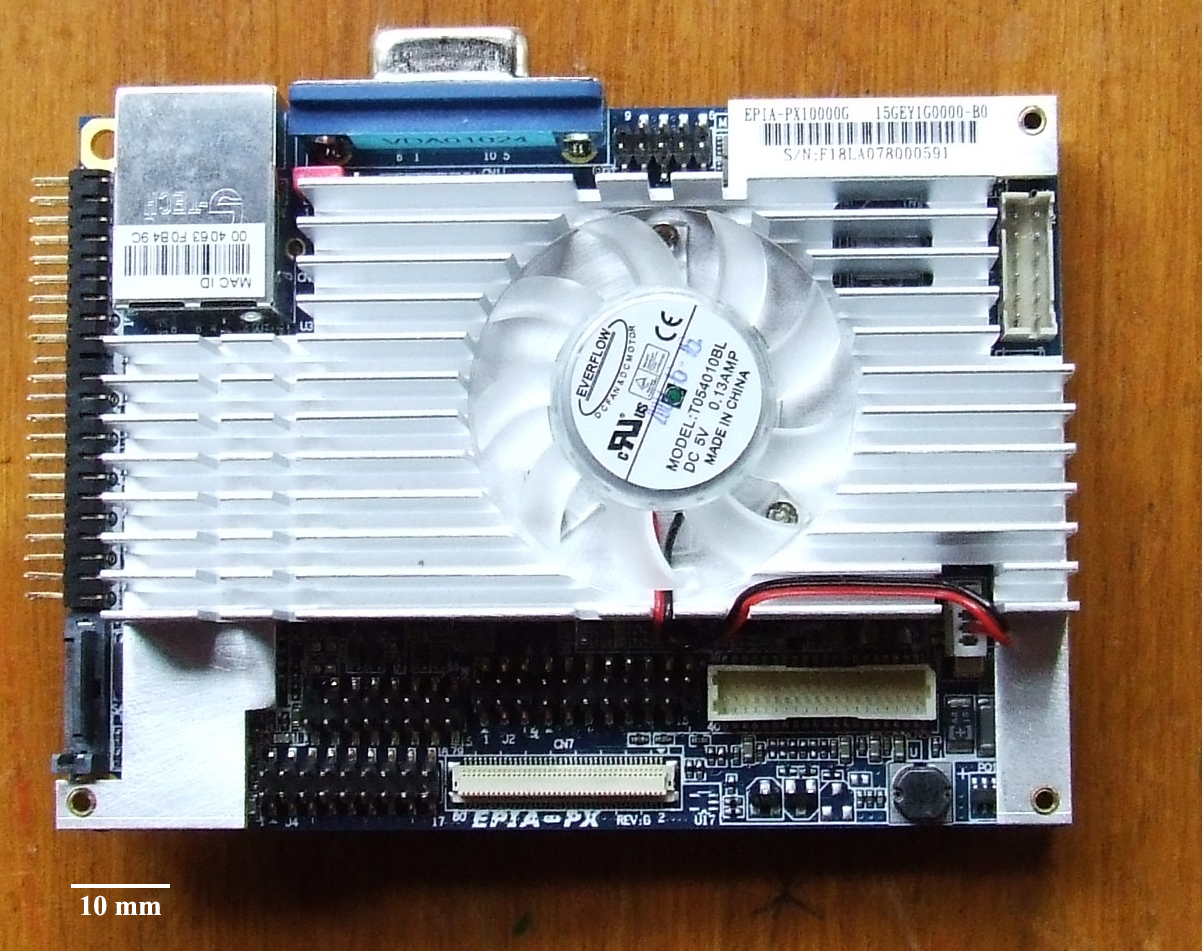
Pico-ITX (VIA EPIA PX10000G)
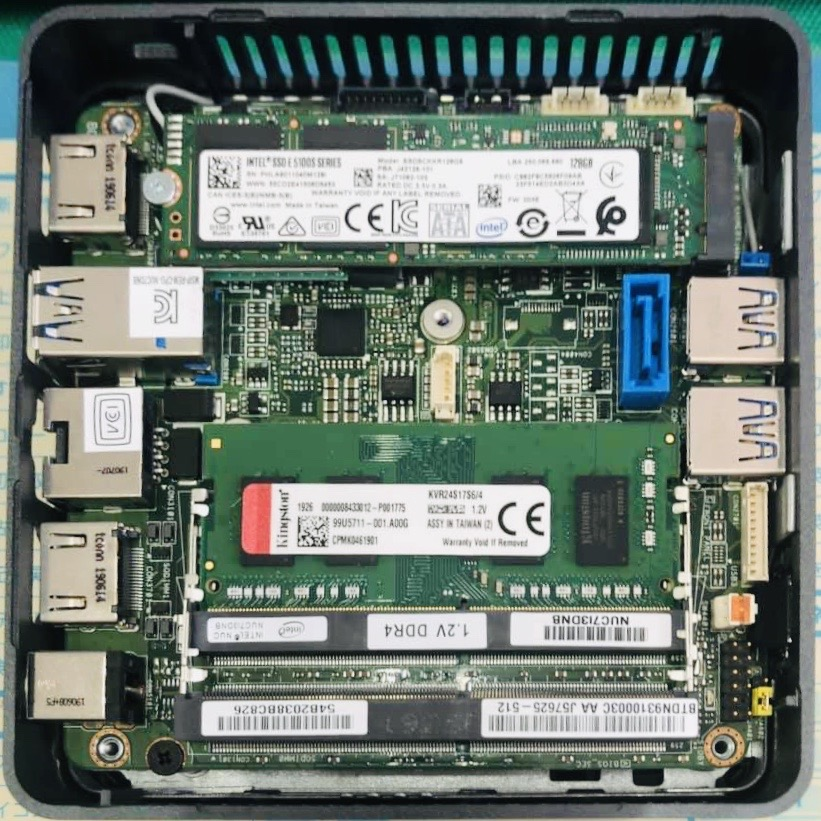
Intel nuc boards
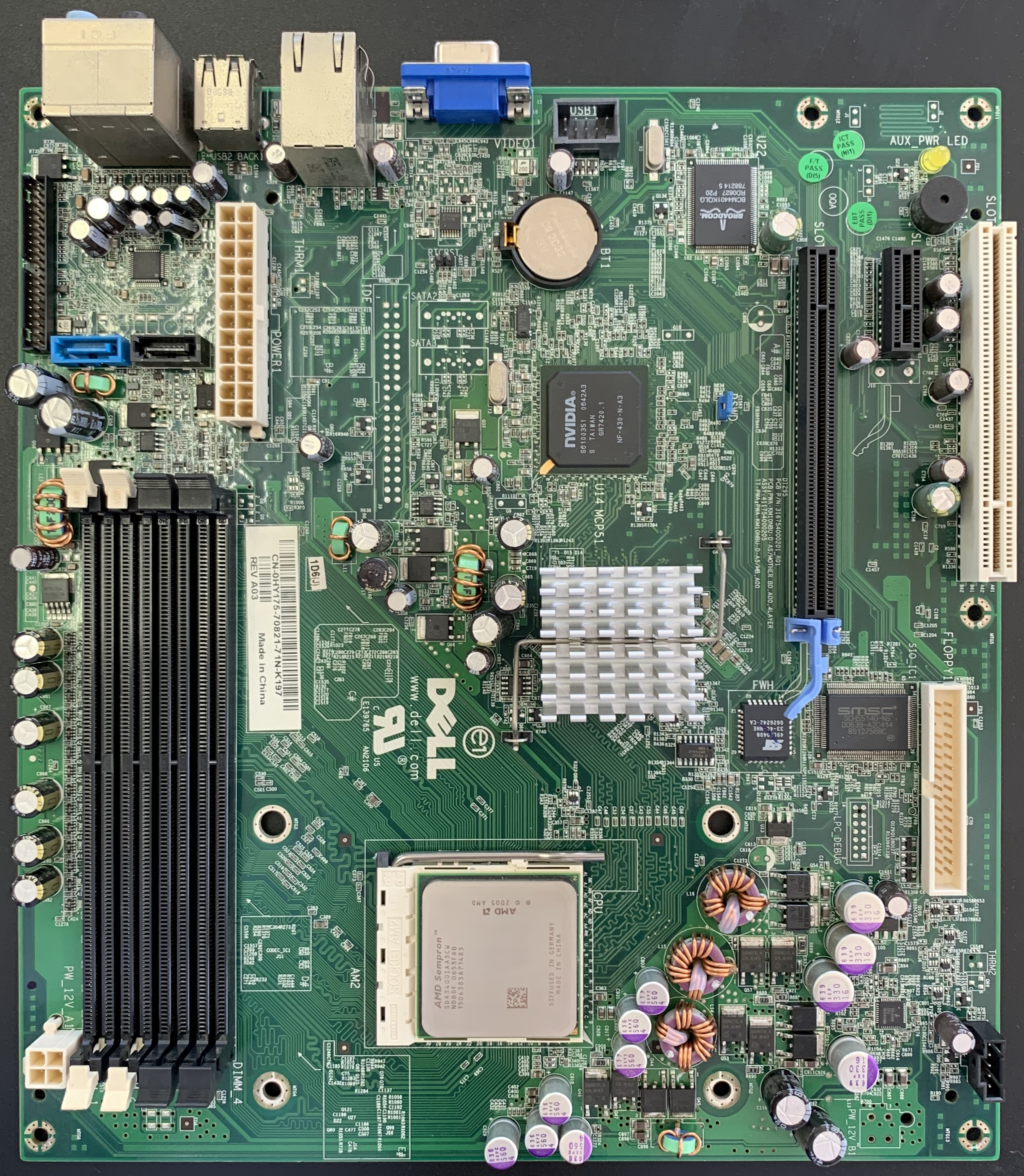
micro BTX (Dell Dimension C521)